# Óc chó trắng
Juglans cinerea là một loài thực vật có hoa trong họ Juglandaceae. Loài này được Carl von Linné mô tả khoa học đầu tiên năm 1759.

## Hình ảnh

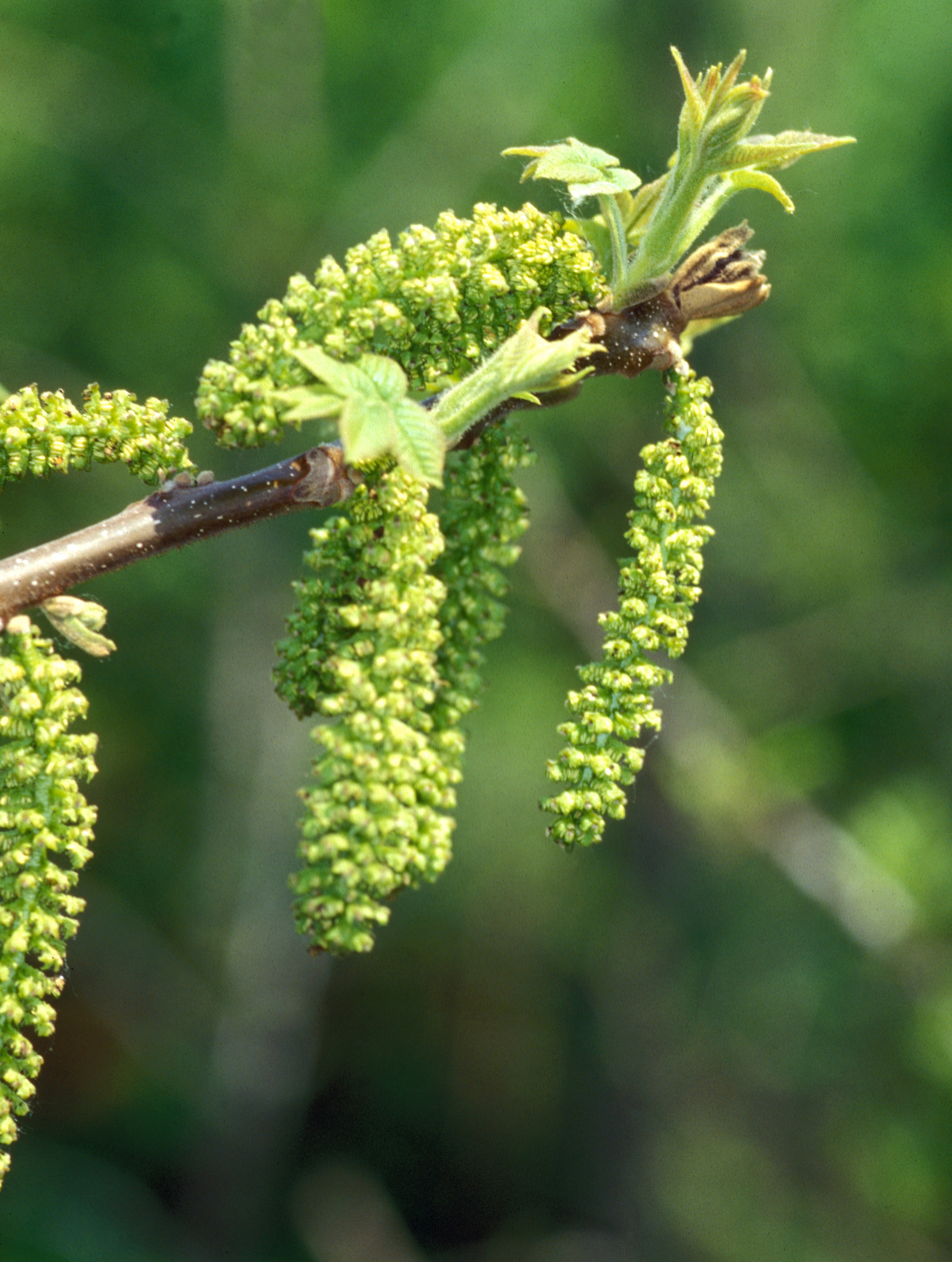
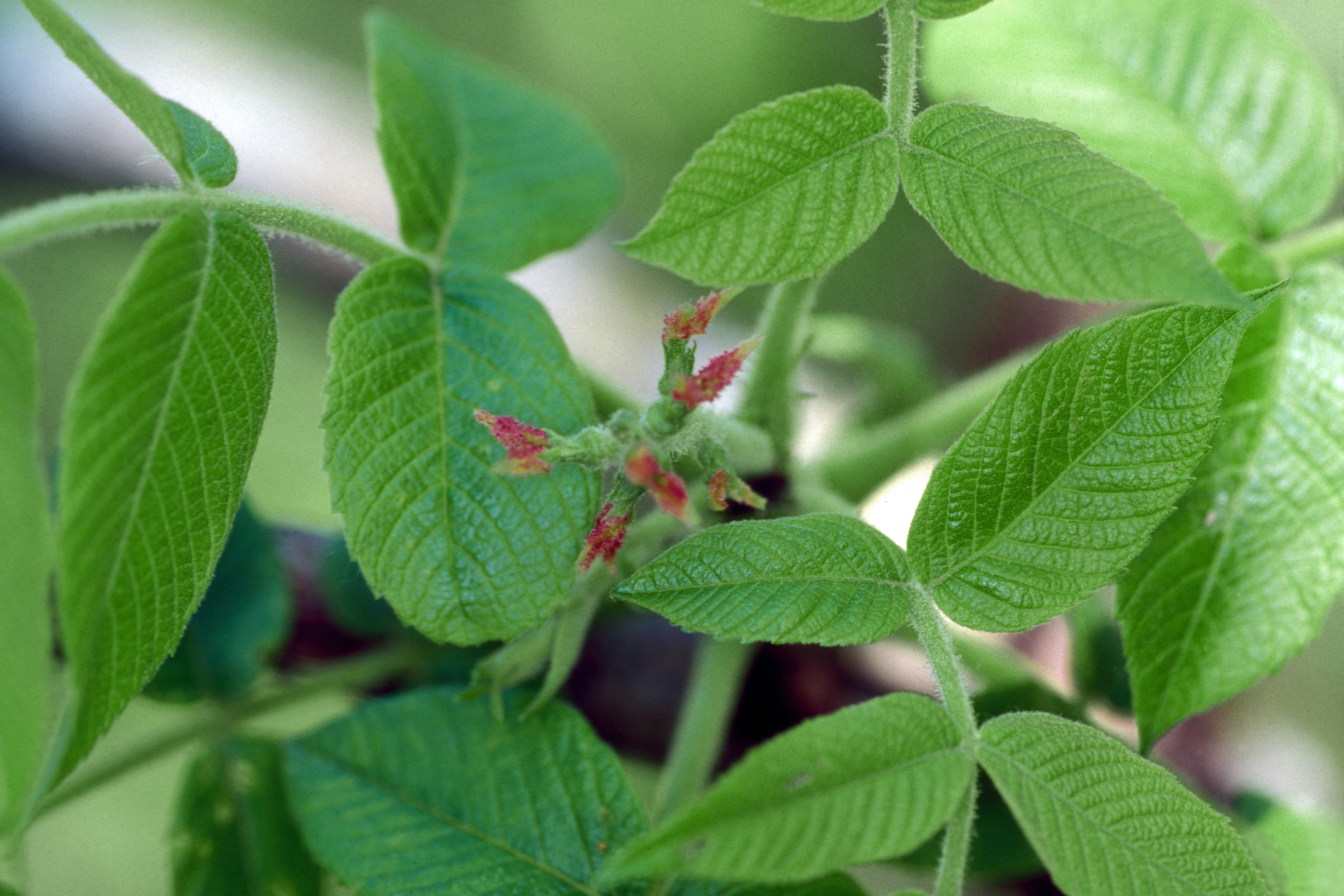
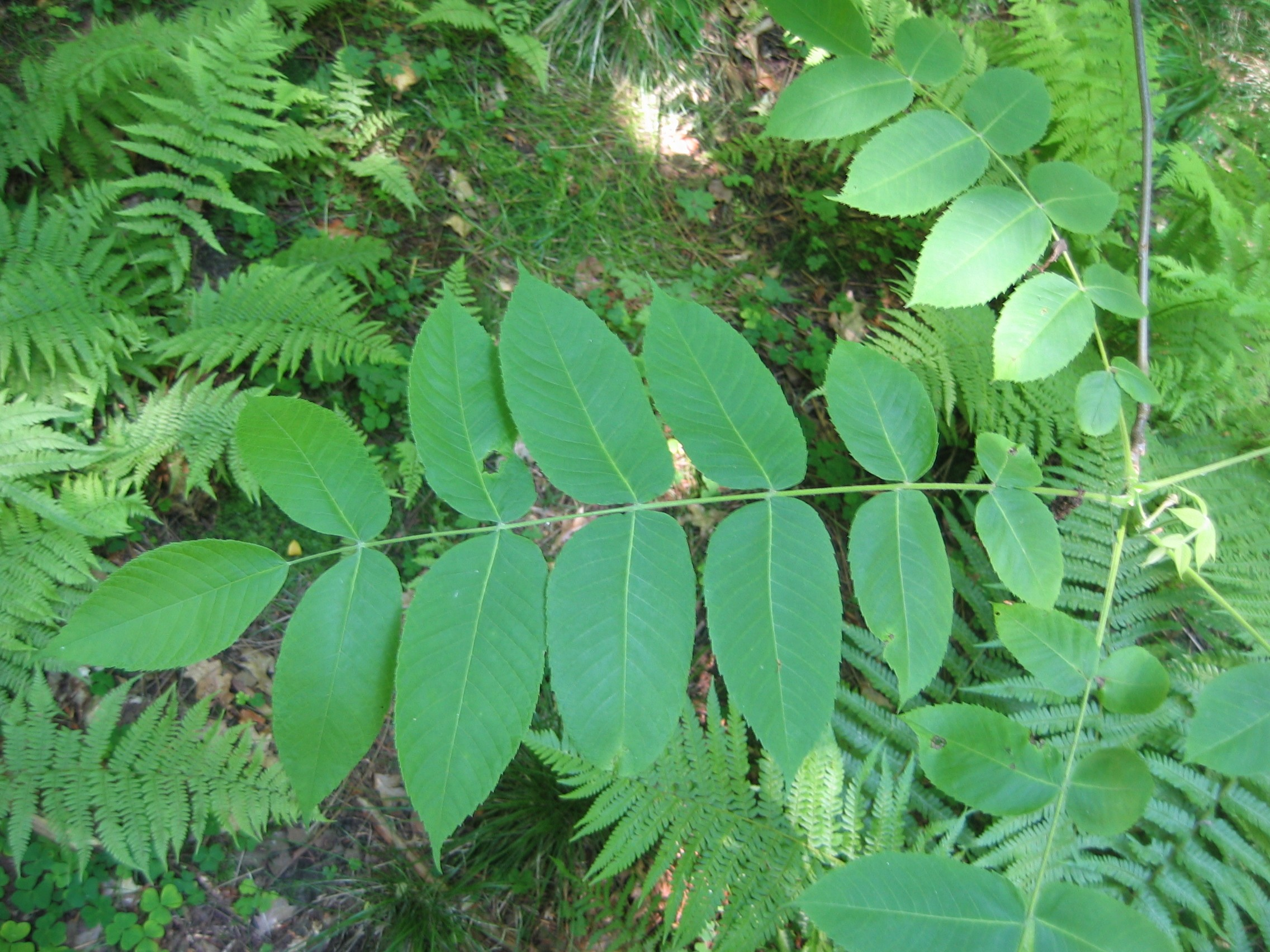
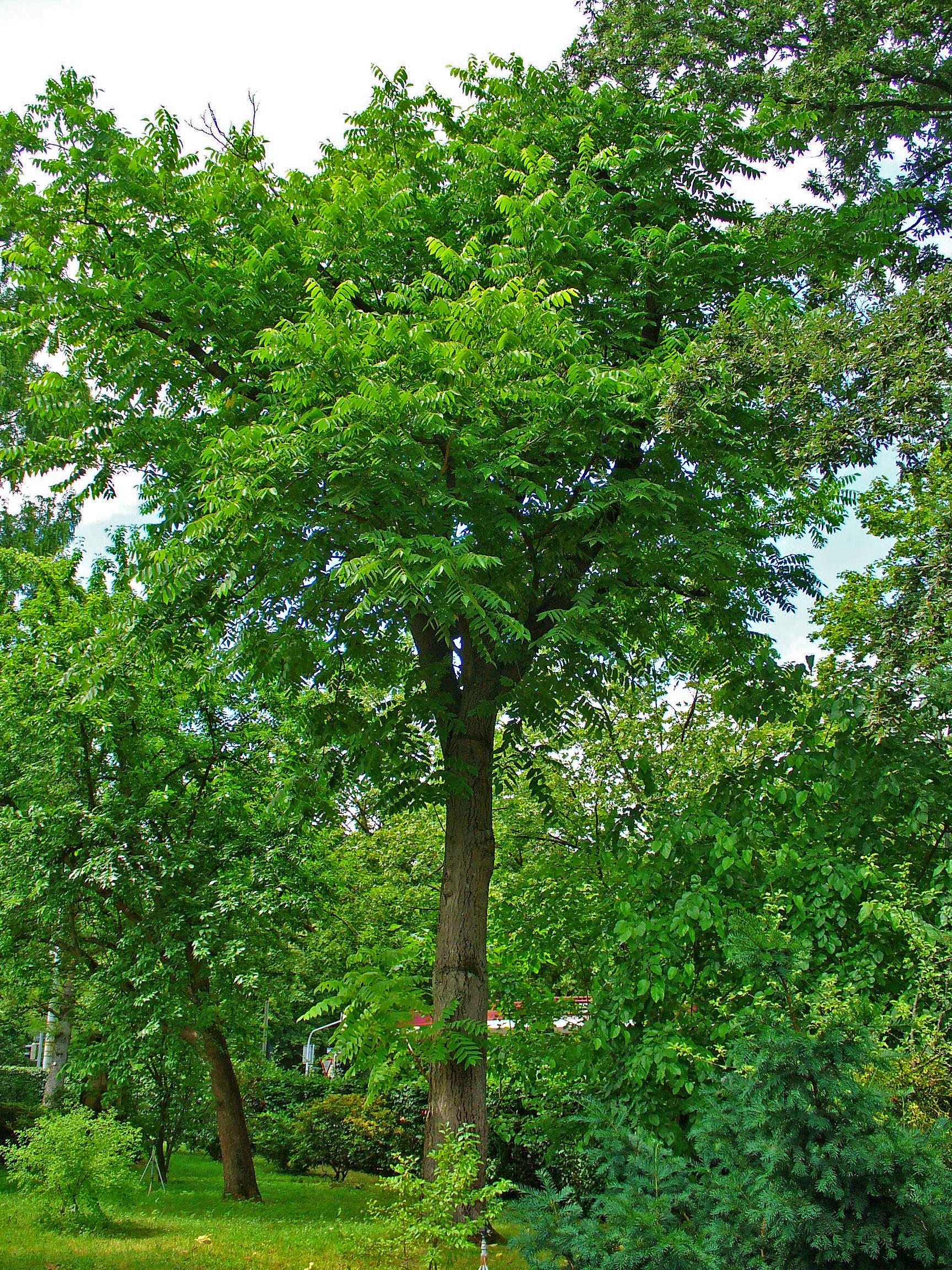